# Lillerød
Lillerød is een plaats in de Deense regio Hovedstaden, gemeente Allerød, en telt 16.732 inwoners (2020). Het is de grootste plaats van de gemeente.

## Geboren
- Andreas Christensen (1996), voetballer